# Stranger in Moscow
„Stranger in Moscow“ (srp. Stranac u Moskvi) je pesma Majkla Džeksona sa njegovog devetog studijskog albuma, „HIStory: Past, Present and Future, Book I“. Objavljena je kao peti i poslednji singl sa albuma od strane Epik rekordsa 4. novembra 1996. godine, a u Sjedinjenim Američkim Državama 28. avgusta 1997. Nakon što ju je napisao u Moskvi 1993. godine za vreme optužbi protiv njega za seksualno zlostavljanje deteta, Džekson je i producirao pesmu. Kada je bila završena, zadovoljan rezultatom, Džekson je odlučio da „HIStory“ bude studijski album a ne kompilacija njegovih hitova sa par novih pesama. U baladi, on peva o gubicima koji su ga ostavili usamljenim, izolovanim, paranoičnim i na granici ludila. 
„Stranger in Moscow“ je nakon svog izlaska primila mnoge pohvale od strane muzičkih kritičara koje je danas čine jednim od Džeksonovih najpriznatijih radova. Džeksonov dugogodišnji prijatelj i saradnik, Rod Temperton, izjavio je da je „Stranger in Moscow“ najbolje izvođačevo delo. Komercijalno, singl je bio relativno uspešan jer je usledio osamnaest meseci nakon oficijelnog izdanja albuma na kom se nalazi i nakon nekoliko pesama koje su zabeležile veliki komercijalni uspeh. Značajne rezultate singl je postigao uglavnom u Evropi nalazeći se među dvadeset najprodavanijih, a naročito u Španiji gde je zauzimao prvo mesto. U Ujedinjenom Kraljevstvu i Holandiji je bio na četvrtoj poziciji. Na američkoj top-listi „Bilbord hot 100“ je bila broj devedeset i jedan. Pesma je ponovo objavljena kao singl 2006. godine u sklopu albuma „Visionary: The Video Singles“ ponovo zauzevši prvo mesto u Španiji. Po treći put, pesma se našla na top-listama 2009. nakon Džeksonove smrti.
Da bi se što bolje promovisao singl, objavljen je muzički spot. Režiran od strane Nikolasa Brandta, spot pesme prikazuje živote šest individualaca, uključujući i Džeksonov, koji su ostavljeni izolovani i nepovezani sa ostatkom sveta oko njih. Kadrovi spota su reprizirani u televizijskim reklamama. Džekson je izvodio uživo „Stranger in Moscow“ za vreme svetske turneje „HIStory World Tour“. 

## Pozadina
U knjizi „The Many Faces of Michael Jackson“, autor Li Pinkerton, poput mnogih drugih kritičara, objavio je da su pesme sa albuma „HIStory: Past, Present and Future, Book I“ poput „Stranger in Moscow“, bile Džeksonov odgovor na protekle događaje u njegovom privatnom životu. Godine 1993, odnos između pevača i medija se veoma zategao kada je izvođač optužen za seksualno zlostavljanje deteta. Iako nije bio optužen na sudu, mediji su objavljivali mnoge senzacionalne priče na račun pomenutih optužbi. Ulje na vatru dolila je činjenica da je pevač u dogovoru sa porodicom deteta prihvatio da plati određenu sumu novca kako bi se slučaj zatvorio. U jednom intervjuu on je rekao da je to uradio jer bi mu karijera bila uništena i da nije platio, slučaj bi možda trajao i do sedam godina nezavisno od toga da li je nevin. Uz to je jasno govorio da nije kriv odnosno da nije zlostavljao dete. Uprkos svemu, mediji su ga još više provocirali.
Džekson je tada reagovao: „Reći ću da sam naročito napet zbog načina ponašanja neverovatnih i užasnih medija. Pri svakoj prilici, mediji su iznosili ove optužbe i manipulisali njima kako bi potvrdili svoje zaključke.“ Zabavljač je počeo uzimati lekove za smirenje valijum, ksanaks i ativan da bi prebrodio zadobijen stres tokom optužbi protiv njega. Nekoliko meseci kasnije, kada su optužbe postale novosti za javnost, izgubio je oko četiri i po kilograma mase i prestajao je u više navrata da se hrani. Džeksonovo zdravlje je bilo toliko narušeno da je morao otkazati nastavak svetske turneje albuma „Dangerous“ i otići na lečenje. Sam je rezervisao ceo četvrti sprat klinike u kojoj se lečio. Koristio je valijum IV kako bi se odvikao od lekova za smirenje. Njegov predstavnik za javnost je rekao reporterima da je nedovoljno sposoban da adekvatno funkcioniše na intelektualnom nivou. Dok je bio na klinici, Džekson je koristio terapije u grupi i jedan na jedan.
Kada je Džekson otišao na rehabilitaciju u Sjedinjenim Američkim Državama, mediji su pokazali malo razumevanja prema njemu. „Dejli miror“ je organizovao takmičenje „Primeti Džeka“, nudeći čitaocima put u „Dizni svet“ ako tačno predvide gde će se zabavljač sledeći put pojaviti. „Dejli ekspres“ je objavio naslov: „Odvikavanje od lekova vraća zvezdu na životne staze“, dok su naslovi drugih novina optuživali Džeksona da je begunac. Ovi tabloidi su ga takođe neosnovano optuživali da je putovao po Evropi gde je imao plastične operacije kako bi izgledao neprepoznatljivo po svom povratku. Žeraldo Rivera je organizovao simulaciju suđenja sa porotama sačinjenim od publike.

## Produkcija i muzika
„Stranger in Moscow“ je ritam i bluz balada, napisana od strane Džeksona 1993, za vreme svetske turneje albuma „Dangerous“ u Moskvi. Gitaru u njoj je odsvirao Stiv Luketr a klavijature, sintesajzere i bas, Dejvid Pejč i Stivi Porkaro. Pesma je laganog tempa od šesdeset šest otkucaja u minuti i odsvirana je u as-duru. Prvobitno, planirano je da se „HIStory: Past, Present and Future, Book I“ izda kao kompilacija najvećih hitova sa par novih pesama. Međutim, Džekson i njegovi saradnici su bili toliko zadovoljni rezultatom i pesmom „Stranger in Moscow“ da su odlučili da „HIStory“ bude studijski album. Džekson je iskoristio elemente ruskog izlaganja i simbolizma kako bi bolje uzdigao koncept straha i duševnog poremećaja u pesmi. Slično, grupa Simpl majnds je producirala pesme za svoj album „Love and the Russian Winter“, iz 1999. „Stranger in Moscow“ se završava naracijom, izgovorenom na ruskom jeziku od strane jednog člana KGB-a. Naracija, prevedena na srpski glasi: „Zašto si došao sa zapada? Priznaj! Da bi ukrao velika dostignuća naroda, ostvarenja radnika!“

## Kritički prijem
Pesma je dobro prihvaćena od strane kritičara i muzičkih producenata. Džejms Hanter iz magazina „Roling stoun“ je komentarisao: „(Džekson je) Ljutit, očajan, izmučen, razdražljiv, besan oko nečega što u pesmi „Stranger in Moscow“ naziva naglim i iznenadnim gubitkom lepog. Kod albuma „HIStory“, vidi se rad nekog opterećenog i sa nostalgijom za albumom „Thriller“. Srećom, ovaj put ta nostalgija je funkcionisala kao prednost. Dok je stvarao „Stranger in Moscow“ i konstruisao tvrdnje o samoći i opasnosti, Džekson se prisećao sintpopa iz 1980-ih.“
Džon Perles, „Njujork tajms“, smatrao je: „Balade su neobuzdano melodične. „Stranger in Moscow“ sa neobičnim stihovima kao što su „Staljinova grobnica me ne želi pustiti“ ima veličanstven hor sa pitanjem koje ponavlja „Kakav je osećaj?““ Fred Šaster, „Dejli njuz of Los Anđeles“ ju je opisao kao bujnom drugostepenom mol-baladom sa jednim od albumovih najdohvatljivijih refrena. Stiven Tomas Erlevajn, „Olmjuzik“, izjavio je: „Džekson trenutno producira vešto sklesan pop koji se može porediti sa njegovim najboljim materijalom. „Stranger in Moscow“ je jedna od njegovih najspopadljivijih balada.“ Dugogodišnji Džeksonov saradnik, Brus Svedijen je opisao „Stranger in Moscow“ kao jednu od najboljih pesama koje je Džekson ikad stvorio. Patrik Makdonald iz „Sijetl tajmsa“ je opisao pesmu kao „divnu baladu poprskanu zvucima kiše“.
Dodatne pohvale pristigle su 2005. Savremeni muzički kritičari su smatrali da je pesma uspešno dala portret jezive usamljenosti a Džozefina Coli okarakterisala ju je prelepom. Tom Moli iz Asošijeted Presa je nazvao pesmu nebeskim i uzbudljivim opisom muškarca povređenog od strane naglog i iznenadnog gubitka lepog koji šeta u senci Kremlja. Крис Вилмен из „Лос Анђелес Тајмса“ је мишљења да песма мање обраћа пажњу на параноју од осталих песама са албума нагињући више ка мотиву дубоког страха од прошлости. Упоређујући је са „Billie Jean“, додао је: „Džekson sebe zamišlja usamljenog i prepuštenog slučaju u Rusiji gde ga proganja neopaženi agent KGB-a. U tami, peva stegnute stihove o napuštenosti, neutešnosti i samoći. Ovde u pesmi, on je istinski genije i pravo oličenje Majkla Džeksona.“ Rod Temperton, jedan od Džeksonovih ranijih tekstopisaca, smatra da je ovo najbolja Džeksonova pesma.

## Komercijalni prijem
Komercijalno, singl je bio relativno uspešan. Izašao je 4. novembra 1996, osamnaest meseci nakon oficijelnog izdanja „HIStory“ albuma. U Sjedinjenim Državama je objavljen tek 28. avgusta 1997. Za razliku od svojih prethodnika poput „Scream/Childhood“ i „You Are Not Alone“, nije napravio rekordan uspeh. Kako god, postigao je određene rezultate, naročito u Evropi gde se obično pozicionirao među dvadeset najprodavanijih. 
U Ujedinjenom Kraljevstvu i u Holandiji je zauzimao četvrto mesto. U Ujedinjenom Kraljevstvu je tako postao peti Džeksonov uzastopni top pet singl sa albuma. U Švajcarskoj, pesma je bila petoplasirana. U Austriji je bila među deset najprodavanijih kao broj sedam. U Italiji je zauzimala osmu poziciju. Među prvih dvadeset bila je u Finskoj i u Francuskoj. Slabije plasirana bila je u Belgiji zauzevši dvadeset prvo i dvadeset peto mesto u Valoniji i Flandriji. U Švedskoj je takođe bila broj dvadeset jedan. Naročit uspeh pesma je postigla u Španiji gde je bila broj jedan ukupno pet nedelja u dva navrata. Prvi put po oficijelnom izlasku a drugi nakon izdanja u sklopu albuma „Visionary: The Video Singles“ 2006. godine.
Van Evrope, „Stranger in Moscow“ je postigao solidne rezultate. U Australiji je bio na četrnaestoj poziciji a na Novom Zelandu među deset najprodavanijih i to na šestom mestu. U Sjedinjenim Državama je zabeležila neznatan uspeh bivajući broj devedeset jedan na top-listi „Bilbord hot 100“. Nakon Džeksonove smrti 2009, pesma se ponovo našla na top-listama. Ujedinjeno Kraljevstvo i Švajcarsku je po drugi put „posetila“ zauzevši mesta devedeset jedan i sedamdeset pet.

## Muzički spot, promocija i uticaj
Da bi se što bolje promovisao singl, objavljen je muzički spot. Spot pesme je orijentisan prema šest međusobno nepovezanih ljudi koji žive u jednom gradu dok oko njih se sporo kreće ostatak sveta. Režirao ga je Nikolas Brant i snimljen je u Los Anđelesu. Prvi deo spota uvodi pomenute likove: muškarca koji gleda dole ka gradu sa prozora svoje sobe, ženu koja sedi sama u kafiću, beskućnog muškarca koji leži na ulici, golubove, dečaka odstranjenog od drugih dečaka koji igraju bejzbol i samog Džeksona, kao šestu osobu, koji šeta ulicama grada. Specijalni efekti su iskorišćeni da bi se usporeno prikazale ptice i ose dok lete, lom čaše i prosipanje kafe. U drugom delu, u gradu pada jaka kiša dok građani pokušavaju da je izbegnu. I taj deo je prikazan usporeno. Težeći da se sklone, šest stranaca posmatra uzaludne pokušaje ostalih da izbegnu naglu promenu vremena. Na kraju oni izađu napolje i gledaju prema nebu „dozvoljavajući“ kiši da ih nakvasi. Spot se završava Džeksonom i muškim glasom na ruskom jeziku.
Džeksonov biograf, Rendi Taraboreli, smatra da je spot zasnovan na motivima iz Džeksonovog privatnog života. Pevač je noćima šetao sam tražeći nove prijatelje iako je bio na vrhu svoje muzičke popularnosti. Osamdesete godine prošlog veka ga pamte duboko nesrećnim. Džekson je govorio: „Čak i kod kuće sam usamljen. Sedim nekad u sobi i plačem. Tako je teško naći prijatelje. Ponekad šetam po komšiluku noću, samo nadajući se da mogu naći nekog sa kim ću razgovarati. Ali završim samo sa odlaskom kući. Reklamna kampanja za internacionalni kriket šampionat ICC Champions Trophy, održan 2004. u Engleskoj, bila je inspirisana spotom pesme „Stranger In Moscow“. Kako i bi sam promovisao „Stranger in Moscow“, Džekson je izvodio pesmu uživo tokom svetske turneje „HIStory World Tour“.

## Sadržaj
| Austrijski kompakt-disk maksi singl 1. -{„Stranger In Moscow“ - 5:37 2. „Stranger In Moscow“ (Hani's Extended Chilli Hop Mix) - 6:05 3. „Stranger In Moscow“ (Hani's Num Radio Mix) - 10:19 4. „Stranger In Moscow“ (Basement Boys' Radio Mix) - 4:05 5. „Stranger In Moscow“ (Spensane Vocal Mix) [R&B] - 4:47 6. „Stranger In Moscow“ (12" Dance Club Mix) - 8:18}- Kompakt-disk singl 1. -{„Stranger In Moscow“ (radio edit) – 4:05 2. „Stranger In Moscow“ (Tee's Radio Mix) – 4:21 3. „Stranger In Moscow“ (Charles Roane's Full R&B Mix) – 4:30 4. „Stranger In Moscow“ (Tee's Light AC Mix) – 4:24 5. „Stranger In Moscow“ (album version) – 5:44}- | Američki kompakt-disk singl 1. -{„Stranger In Moscow“ (Tee's Radio Mix) – 4:21 2. „Stranger In Moscow“ (Charles Roane's Full R&B Mix) – 4:30 3. „Stranger In Moscow“ (Hani's Num Radio Mix) – 3:50 4. „Stranger In Moscow“ (Tee's In-House Club Mix) – 6:54 5. „Stranger In Moscow“ (Basement Boys 12" Club Mix) – 8:18 6. „Stranger In Moscow“ (Hani's Extended Chill Hop Mix) – 6:05 7. „Off the Wall“ (Junior Vasquez Mix) – 5:15}- singl - Kompakt-disk 1. -{„Stranger In Moscow“ (album edit) – 5:22 2. „Stranger In Moscow“ (Tee's In-House Club Mix)}- – 6:54 - DVD 1. (muzički spot) – 5:32 2. Snimanje spota (kratka verzija) 3. Snimanje spota (duža verzija) |

## Plasmani
| Zemlja (1996/1997)     | Najviša pozicija |
| ---------------------- | ---------------- |
| Australija             | 14               |
| Austrija               | 7                |
| Belgija: Flandrija     | 25               |
| Belgija: Valonija      | 21               |
| Holandija              | 4                |
| Finska                 | 14               |
| Francuska              | 18               |
| Novi Zeland            | 6                |
| Italija                | 8                |
| Španija                | 1                |
| Švedska                | 21               |
| Švajcarska             | 5                |
| Ujedinjeno Kraljevstvo | 4                |
| SAD: „Bilbord hot 100“ | 91               |
| Zemlja (2009)          | Najviša pozicija |
| Švajcarska             | 75               |
| Ujedinjeno Kraljevstvo | 91               |

## Osoblje
- Tekstopisac, kompozitor, producent: Majkl Džekson
- Glavni i prateći vokali: Majkl Džekson
- Gitara: Stivi Luketr
- Klavijature, sintesajzer i bas: Dejvid Pejč
- Klavijature i sintesajzer: Stivi Porkaro

;Izvor:

## Literatura
- Pinkerton, Lee (1998). The Many Faces of Michael Jackson. Music Sales Distribution. стр. 34. ISBN 978-0-7119-6783-0.

| Мајкл Џексон | Википројекат Мајкл ЏексонДео искључиво посвећен чланцима о Мајклу Џексону. |